# Katharine Lee Bates
Katharine Lee Bates (Falmouth, 12 agosto 1859 – Wellesley, 28 marzo 1929) è stata una scrittrice statunitense.
È ricordata come l'autrice delle parole dell'Inno America the Beautiful. Ella rese popolare la Signora Babbo Natale attraverso la sua opera Goody Santa Claus on a Sleigh Ride (1889).

## Vita
Nacque a Falmouth (Massachusetts) da un pastore protestante, che morì quando la futura scrittrice aveva meno di un mese. Nonostante i problemi che dovette affrontare la famiglia, ella ricevette comunque un'istruzione e nel 1880 conseguì la laurea in lettere presso il Wellesley College. La laurea le permise di insegnare inglese in un collegio per alcuni anni. Fu in questo periodo che cominciò a scrivere per integrare il suo stipendio. Nel 1889, scrisse e pubblicò un romanzo di successo: Rose and Thorn, con il quale vinse un premio in denaro che le servì per pagarsi il viaggio a Londra e gli studi all'Università di Oxford. Al suo ritorno negli Stati Uniti, nel 1891, le venne assegnata la cattedra di Letteratura Inglese a Wellesley College, dove insegnò per circa quarant'anni.  
Bates visse a Wellesley con Katharine Coman, un'insegnante di Storia ed Economia Politica e fondatrice del Dipartimento di Economia del Wellesley College, per venticinque anni fino alla morte della Coman, nel 1915. Alcuni studiosi ipotizzano che tra loro vi sia stata una relazione sentimentale.
Bates continuò a scrivere e pubblicare numerosi poemi, libri di viaggi e racconti per bambini. Non meno rilevante è ricordare che fu un'importante attivista a favore dei diritti delle donne, degli afro-americani e dei migranti.
Nel 1893 fece una gita a Pikes Peak, il panorama le suscitò una tale emozione da ispirarla nella composizione del suo poema più noto: America the Beautiful. Venne pubblicato nel 1895, e, solo dopo varie modifiche, nel 1912, assunse la sua versione definitiva.